# Mutagenes
Mutagenes är ett samlingsnamn på de metoder som används för att på konstgjord väg framställa mutationer i DNA.

## Lägesspecifik mutagenes
I lägesspecifik mutagenes vill man byta ut ett eller en serie av baspar för att få DNA att framställa förändrade proteiner. Det räcker ofta att bara byta ut en eller ett par baser, eftersom proteinerna kodas efter olika kodon som inte kräver stor förändring i arvsmassan för att ge större förändring bland aminosyrorna.

### Quikchange
Quikchange är en metod utvecklad av Stratagene för att enkelt framställa en lägesspecifik mutation i DNA. Metoden bygger helt på PCR.

## Slumpmässig mutagenes
I slumpmässig mutagenes använder man sig av olika kombinatioriska tekniker för att få DNA att förändra sig på ett oförutsett sätt. Poängen är att man ska kunna hitta mutationer som kan vara positiva för de egenskaper man vill framhäva utan att veta så mycket om utgångsmaterialet, men ändå snabba på de naturliga processerna.

### Error-prone PCR
I error-prone PCR används PCR under suboptimala förhållanden, för att medvetet försöka framställa ett fåtal mutationer i det genfragment som amplifieras. Genfragmenten sätts in i plasmider, transformeras och odlas upp för att slutligen kontrollera genom en lämplig screeningmetod om proteinet förändrats på ett fördelaktigt sätt.